# Campionat del Món de Motociclisme de velocitat
El Campionat del Món de Motociclisme de velocitat regulat per la FIM (en anglès: Grand Prix motorcycle racing FIM World Championship o FIM Road Racing World Championship Grand Prix), és la màxima competició internacional de motociclisme de velocitat, disputada d'ençà de 1949.
El campionat és gestionat per l'empresa espanyola Dorna Sports, que a principis d'abril de 2024 va passar a estar controlada pel fons d'inversió Liberty Media, propietari també de la Fórmula 1, amb una inversió de 3.600 milions d'euros pel 86% de la societat. El 14% restant va seguir en mans de l'equip directiu, encapçalat per Carmelo Ezpeleta.

## Fórmules dels motors
El campionat es va inaugurar amb 5 categories: 500cc, 350cc, 250cc, 125cc i Sidecars. La temporada de 1962 s'hi afegí la de 50cc. A causa de l'augment progressiu dels costos, diversos fabricants varen anar-se'n retirant progressivament, fins que al final de la temporada de 1968 la FIM va dictar unes normes restrictives que limitaven les caixes de canvi a 6 velocitats, els motors de 50 cc a un sol cilindre, els de 125 i 250 cc a dos i els de 350 i 500 cc a quatre. La categoria de 350cc es va suspendre el 1982 i dos anys més tard es va canviar la de 50cc per la nova de 80cc, la qual fou discontinuada el 1989.
El 2002 es reemplaçà la categoria de 500cc per la nova de MotoGP, inicialment amb motors de quatre temps fins a 990 cc. El 2010, la de 250cc es canvià per la de Moto2, amb motors de quatre temps fins a 600 cc. Finalment, el 2012 s'instaurà la categoria de Moto3, amb motors de quatre temps i 250 cc, que substituí a l'antiga de 125cc. Aquell mateix any, s'augmentà la cilindrada màxima de MotoGP fins als 1.000 cc.
Els Sidecars tenien motors de 600 cc els dos primers anys, essent substituïts després per motors de 500 cc. El 1979, la FIM creà una categoria per a prototipus de sidecar, anomenada B2B, diferenciada dels tradicionals B2A. Els prototipus van ser prohibits el 1980 i es van tornar a permetre a partir de 1981, aquesta vegada sense separar-los en una categoria específica.

## MotoE
Des del 2019, la FIM organitza en paral·lel al mundial de velocitat l'anomenada MotoE World Cup ('Copa del Món de MotoE'), una competició destinada a les motos elèctriques. La temporada del 2023, la Copa obtingué rang de campionat del món i actualment s'anomena 'Campionat del Món de MotoE' (MotoE World Championship).

## Llista de Campions per temporada
El Campionat del Món de pilots s'atorga al corredor més reeixit de la temporada, segons el total de punts obtinguts en els Grans Premis en funció del barem establert per la FIM. Les marques de motocicleta que apareixen en aquest quadre corresponen a les que pilotava cada campió del món, i no coincideixen necessàriament amb la marca guanyadora del Campionat del Món de constructors d'aquella temporada. Per als campions en sidecars, el nom del passatger es llista en cursiva.

### Època pre-MotoGP (1949-2001)
De 1949 a 1961 (500, 350, 250, 125, Sides)
| Any  | 500cc                      | 350cc                          | 250cc                            | 125cc                         | Sidecar                                          |
| ---- | -------------------------- | ------------------------------ | -------------------------------- | ----------------------------- | ------------------------------------------------ |
| 1949 | Leslie Graham · (AJS)      | Freddie Frith · (Velocette)    | Bruno Ruffo · (Moto Guzzi)       | Nello Pagani · (Mondial)      | Eric Oliver · Denis Jenkinson · (Norton)         |
| 1950 | Umberto Masetti · (Gilera) | Bob Foster · (Velocette)       | Dario Ambrosini · (Benelli)      | Bruno Ruffo · (Mondial)       | Eric Oliver · Lorenzo Dobelli · (Norton)         |
| 1951 | Geoff Duke · (Norton)      | Geoff Duke · (Norton)          | Bruno Ruffo · (Moto Guzzi)       | Carlo Ubbiali · (Mondial)     | Eric Oliver · Lorenzo Dobelli · (Norton)         |
| 1952 | Umberto Masetti · (Gilera) | Geoff Duke · (Norton)          | Enrico Lorenzetti · (Moto Guzzi) | Cecil Sandford · (MV Agusta)  | Cyril Smith · Bob Clements · Les Nutt · (Norton) |
| 1953 | Geoff Duke · (Gilera)      | Fergus Anderson · (Moto Guzzi) | Werner Haas · (NSU)              | Werner Haas · (NSU)           | Eric Oliver · Stanley Dibben · (Norton)          |
| 1954 | Geoff Duke · (Gilera)      | Fergus Anderson · (Moto Guzzi) | Werner Haas · (NSU)              | Rupert Hollaus · (NSU)        | Wilhelm Noll · Fritz Cron · (BMW)                |
| 1955 | Geoff Duke · (Gilera)      | Bill Lomas · (Moto Guzzi)      | Hermann Paul Müller · (NSU)      | Carlo Ubbiali · (MV Agusta)   | Willi Faust · Karl Remmert · (BMW)               |
| 1956 | John Surtees · (MV Agusta) | Bill Lomas · (Moto Guzzi)      | Carlo Ubbiali · (MV Agusta)      | Carlo Ubbiali · (MV Agusta)   | Wilhelm Noll · Fritz Cron · (BMW)                |
| 1957 | Libero Liberati · (Gilera) | Keith Campbell · (Moto Guzzi)  | Cecil Sandford · (Mondial)       | Tarquinio Provini · (Mondial) | Fritz Hillebrand · Manfred Grunwahl · (BMW)      |
| 1958 | John Surtees · (MV Agusta) | John Surtees · (MV Agusta)     | Tarquinio Provini · (MV Agusta)  | Carlo Ubbiali · (MV Agusta)   | Walter Schneider · Hans Strauß · (BMW)           |
| 1959 | John Surtees · (MV Agusta) | John Surtees · (MV Agusta)     | Carlo Ubbiali · (MV Agusta)      | Carlo Ubbiali · (MV Agusta)   | Walter Schneider · Hans Strauß · (BMW)           |
| 1960 | John Surtees · (MV Agusta) | John Surtees · (MV Agusta)     | Carlo Ubbiali · (MV Agusta)      | Carlo Ubbiali · (MV Agusta)   | Helmut Fath · Alfred Wohlgemuth · (BMW)          |
| 1961 | Gary Hocking · (MV Agusta) | Gary Hocking · (MV Agusta)     | Mike Hailwood · (Honda)          | Tom Phillis · (Honda)         | Max Deubel · Emil Hörner · (BMW)                 |

De 1962 a 1978 (+50cc)
| Any  | 500cc                          | 350cc                            | 250cc                            | 125cc                             | 50cc                                  | Sidecar                                                                        |
| ---- | ------------------------------ | -------------------------------- | -------------------------------- | --------------------------------- | ------------------------------------- | ------------------------------------------------------------------------------ |
| 1962 | Mike Hailwood · (MV Agusta)    | Jim Redman · (Honda)             | Jim Redman · (Honda)             | Luigi Taveri · (Honda)            | Ernst Degner · (Suzuki)               | Max Deubel · Emil Hörner · (BMW)                                               |
| 1963 | Mike Hailwood · (MV Agusta)    | Jim Redman · (Honda)             | Jim Redman · (Honda)             | Hugh Anderson · (Suzuki)          | Hugh Anderson · (Suzuki)              | Max Deubel · Emil Hörner · Barry Dunsworth · (BMW)                             |
| 1964 | Mike Hailwood · (MV Agusta)    | Jim Redman · (Honda)             | Phil Read · (Yamaha)             | Luigi Taveri · (Honda)            | Hugh Anderson · (Suzuki)              | Max Deubel · Emil Hörner · (BMW)                                               |
| 1965 | Mike Hailwood · (MV Agusta)    | Jim Redman · (Honda)             | Phil Read · (Yamaha)             | Hugh Anderson · (Suzuki)          | Ralph Bryans · (Honda)                | Fritz Scheidegger · John Robinson · (BMW)                                      |
| 1966 | Giacomo Agostini · (MV Agusta) | Mike Hailwood · (Honda)          | Mike Hailwood · (Honda)          | Luigi Taveri · (Honda)            | Hans-Georg Anscheidt · (Suzuki)       | Fritz Scheidegger · John Robinson · (BMW)                                      |
| 1967 | Giacomo Agostini · (MV Agusta) | Mike Hailwood · (Honda)          | Mike Hailwood · (Honda)          | Bill Ivy · (Yamaha)               | Hans-Georg Anscheidt · (Suzuki)       | Klaus Enders · Ralf Engelhardt · (BMW)                                         |
| 1968 | Giacomo Agostini · (MV Agusta) | Giacomo Agostini · (MV Agusta)   | Phil Read · (Yamaha)             | Phil Read · (Yamaha)              | Hans-Georg Anscheidt · (Suzuki)       | Helmut Fath · Wolfgang Kalauch · (URS)                                         |
| 1969 | Giacomo Agostini · (MV Agusta) | Giacomo Agostini · (MV Agusta)   | Kel Carruthers · (Benelli)       | Dave Simmonds · (Kawasaki)        | Ángel Nieto · (Derbi)                 | Klaus Enders · Ralf Engelhardt · (BMW)                                         |
| 1970 | Giacomo Agostini · (MV Agusta) | Giacomo Agostini · (MV Agusta)   | Rodney Gould · (Yamaha)          | Dieter Braun · (Suzuki)           | Ángel Nieto · (Derbi)                 | Klaus Enders · Ralf Engelhardt · Wolfgang Kalauch · (BMW)                      |
| 1971 | Giacomo Agostini · (MV Agusta) | Giacomo Agostini · (MV Agusta)   | Phil Read · (Yamaha)             | Ángel Nieto · (Derbi)             | Jan de Vries · (Kreidler)             | Horst Owesle · Julius Kremer · Peter Rutterford · (Münch-URS)                  |
| 1972 | Giacomo Agostini · (MV Agusta) | Giacomo Agostini · (MV Agusta)   | Jarno Saarinen · (Yamaha)        | Ángel Nieto · (Derbi)             | Ángel Nieto · (Derbi)                 | Klaus Enders · Ralf Engelhardt · (BMW)                                         |
| 1973 | Phil Read · (MV Agusta)        | Giacomo Agostini · (MV Agusta)   | Dieter Braun · (Yamaha)          | Kent Andersson · (Yamaha)         | Jan de Vries · (Kreidler)             | Klaus Enders · Ralf Engelhardt · (BMW)                                         |
| 1974 | Phil Read · (MV Agusta)        | Giacomo Agostini · (Yamaha)      | Walter Villa · (Harley-Davidson) | Kent Andersson · (Yamaha)         | Henk van Kessel · (Kreidler-Van Veen) | Klaus Enders · Ralf Engelhardt · (Busch-BMW)                                   |
| 1975 | Giacomo Agostini · (Yamaha)    | Johnny Cecotto · (Yamaha)        | Walter Villa · (Harley-Davidson) | Paolo Pileri · (Morbidelli)       | Ángel Nieto · (Kreidler)              | Rolf Steinhausen · Josef Huber · (Busch-König)                                 |
| 1976 | Barry Sheene · (Suzuki)        | Walter Villa · (Harley-Davidson) | Walter Villa · (Harley-Davidson) | Pier Paolo Bianchi · (Morbidelli) | Ángel Nieto · (Bultaco)               | Rolf Steinhausen · Josef Huber · (Busch-König)                                 |
| 1977 | Barry Sheene · (Suzuki)        | Takazumi Katayama · (Yamaha)     | Mario Lega · (Morbidelli)        | Pier Paolo Bianchi · (Morbidelli) | Ángel Nieto · (Bultaco)               | George O'Dell · Kenny Arthur · Cliff Holland · (Windle-Yamaha) (Seymaz-Yamaha) |
| 1978 | Kenny Roberts · (Yamaha)       | Kork Ballington · (Kawasaki)     | Kork Ballington · (Kawasaki)     | Eugenio Lazzarini · (MBA)         | Ricardo Tormo · (Bultaco)             | Rolf Biland · Kenneth Williams · (TTM-Yamaha) (BEO-Yamaha)                     |

1979 (+B2A/B2B)
| Any  | 500cc                    | 350cc                        | 250cc                        | 125cc                     | 50cc                           | Sidecar B2A                                     | Sidecar B2B                                     |
| ---- | ------------------------ | ---------------------------- | ---------------------------- | ------------------------- | ------------------------------ | ----------------------------------------------- | ----------------------------------------------- |
| 1979 | Kenny Roberts · (Yamaha) | Kork Ballington · (Kawasaki) | Kork Ballington · (Kawasaki) | Ángel Nieto · (Minarelli) | Eugenio Lazzarini · (Kreidler) | Rolf Biland · Kurt Waltisperg · (Schmid-Yamaha) | Bruno Holzer · Charlie Maierhans · (LCR-Yamaha) |

De 1980 a 1982 (-B2A/B2B)
| Any  | 500cc                        | 350cc                   | 250cc                           | 125cc                      | 50cc                            | Sidecar                                            |
| ---- | ---------------------------- | ----------------------- | ------------------------------- | -------------------------- | ------------------------------- | -------------------------------------------------- |
| 1980 | Kenny Roberts · (Yamaha)     | Jon Ekerold · (Yamaha)  | Anton Mang · (Kawasaki)         | Pier Paolo Bianchi · (MBA) | Eugenio Lazzarini · (Iprem)     | Jock Taylor · Benga Johansson · (Windle-Yamaha)    |
| 1981 | Marco Lucchinelli · (Suzuki) | Anton Mang · (Kawasaki) | Anton Mang · (Kawasaki)         | Ángel Nieto · (Minarelli)  | Ricardo Tormo · (Motul Bultaco) | Rolf Biland · Kurt Waltisperg · (LCR-Yamaha)       |
| 1982 | Franco Uncini · (Suzuki)     | Anton Mang · (Kawasaki) | Jean-Louis Tournadre · (Yamaha) | Ángel Nieto · (Garelli)    | Stefan Dörflinger · (Kreidler)  | Werner Schwärzel · Andreas Huber · (Seymaz-Yamaha) |

De 1983 a 1989 (-350)
| Any  | 500cc                     | 250cc                       | 125cc                             | 50cc                              | Sidecar                                                     |
| ---- | ------------------------- | --------------------------- | --------------------------------- | --------------------------------- | ----------------------------------------------------------- |
| 1983 | Freddie Spencer · (Honda) | Carlos Lavado · (Yamaha)    | Ángel Nieto · (Garelli)           | Stefan Dörflinger · (Krauser)     | Rolf Biland · Kurt Waltisperg · (LCR-Yamaha)                |
| Any  | 500cc                     | 250cc                       | 125cc                             | 80cc                              | Sidecar                                                     |
| 1984 | Eddie Lawson · (Yamaha)   | Christian Sarron · (Yamaha) | Ángel Nieto · (Garelli)           | Stefan Dörflinger · (Zündapp)     | Egbert Streuer · Bernie Schnieders · (LCR-Yamaha)           |
| 1985 | Freddie Spencer · (Honda) | Freddie Spencer · (Honda)   | Fausto Gresini · (Garelli)        | Stefan Dörflinger · (Krauser)     | Egbert Streuer · Bernie Schnieders · (LCR-Yamaha)           |
| 1986 | Eddie Lawson · (Yamaha)   | Carlos Lavado · (Yamaha)    | Luca Cadalora · (Garelli)         | Jorge Martínez, "Aspar" · (Derbi) | Egbert Streuer · Bernie Schnieders · (LCR-Yamaha)           |
| 1987 | Wayne Gardner · (Honda)   | Anton Mang · (Honda)        | Fausto Gresini · (Garelli)        | Jorge Martínez, "Aspar" · (Derbi) | Steve Webster · Tony Hewitt · (LCR-Krauser)                 |
| 1988 | Eddie Lawson · (Yamaha)   | Sito Pons · (Honda)         | Jorge Martínez, "Aspar" · (Derbi) | Jorge Martínez, "Aspar" · (Derbi) | Steve Webster · Tony Hewitt · Gavin Simmons · (LCR-Krauser) |
| 1989 | Eddie Lawson · (Honda)    | Sito Pons · (Honda)         | Àlex Crivillé · (JJ Cobas)        | Manuel Herreros · (Derbi)         | Steve Webster · Tony Hewitt · (LCR-Krauser)                 |

De 1990 a 1996 (-80)
| Any  | 500cc                     | 250cc                     | 125cc                           | sidecar                                          |
| ---- | ------------------------- | ------------------------- | ------------------------------- | ------------------------------------------------ |
| 1990 | Wayne Rainey · (Yamaha)   | John Kocinski · (Yamaha)  | Loris Capirossi · (Honda)       | Alain Michel · Simon Birchall · (LCR-Krauser)    |
| 1991 | Wayne Rainey · (Yamaha)   | Luca Cadalora · (Honda)   | Loris Capirossi · (Honda)       | Steve Webster · Gavin Simmons · (LCR-Krauser)    |
| 1992 | Wayne Rainey · (Yamaha)   | Luca Cadalora · (Honda)   | Alessandro Gramigni · (Aprilia) | Rolf Biland · Kurt Waltisperg · (LCR-Krauser)    |
| 1993 | Kevin Schwantz · (Suzuki) | Tetsuya Harada · (Yamaha) | Dirk Raudies · (Honda)          | Rolf Biland · Kurt Waltisperg · (LCR-Krauser)    |
| 1994 | Mick Doohan · (Honda)     | Max Biaggi · (Aprilia)    | Kazuto Sakata · (Aprilia)       | Rolf Biland · Kurt Waltisperg · (LCR-Swissauto)  |
| 1995 | Mick Doohan · (Honda)     | Max Biaggi · (Aprilia)    | Haruchika Aoki · (Honda)        | Darren Dixon · Andy Hetherington · (Windle- ADM) |
| 1996 | Mick Doohan · (Honda)     | Max Biaggi · (Aprilia)    | Haruchika Aoki · (Honda)        | Darren Dixon · Andy Hetherington · (Windle-ADM)  |

De 1997 a 2001 (-Sides)
| Any  | 500cc                       | 250cc                     | 125cc                       |
| ---- | --------------------------- | ------------------------- | --------------------------- |
| 1997 | Mick Doohan (Honda)         | Max Biaggi (Honda)        | Valentino Rossi (Aprilia)   |
| 1998 | Mick Doohan (Honda)         | Loris Capirossi (Aprilia) | Kazuto Sakata (Aprilia)     |
| 1999 | Àlex Crivillé (Honda)       | Valentino Rossi (Aprilia) | Emili Alzamora (Honda)      |
| 2000 | Kenny Roberts, Jr. (Suzuki) | Olivier Jacque (Yamaha)   | Roberto Locatelli (Aprilia) |
| 2001 | Valentino Rossi (Honda)     | Daijiro Kato (Honda)      | Manuel Poggiali (Gilera)    |

### Època MotoGP (2002-Actualitat)
A 17 de novembre de 2024
| Any  | MotoGP                     | 250cc                     | 125cc                       |
| ---- | -------------------------- | ------------------------- | --------------------------- |
| 2002 | Valentino Rossi (Honda)    | Marco Melandri (Aprilia)  | Arnaud Vincent (Aprilia)    |
| 2003 | Valentino Rossi (Honda)    | Manuel Poggiali (Aprilia) | Dani Pedrosa (Honda)        |
| 2004 | Valentino Rossi (Yamaha)   | Dani Pedrosa (Honda)      | Andrea Dovizioso (Honda)    |
| 2005 | Valentino Rossi (Yamaha)   | Dani Pedrosa (Honda)      | Thomas Lüthi (Honda)        |
| 2006 | Nicky Hayden (Honda)       | Jorge Lorenzo (Aprilia)   | Álvaro Bautista (Aprilia)   |
| 2007 | Casey Stoner (Ducati)      | Jorge Lorenzo (Aprilia)   | Gábor Talmácsi (Aprilia)    |
| 2008 | Valentino Rossi (Yamaha)   | Marco Simoncelli (Gilera) | Mike di Meglio (Derbi)      |
| 2009 | Valentino Rossi (Yamaha)   | Hiroshi Aoyama (Honda)    | Julián Simón (Aprilia)      |
|      | MotoGP                     | Moto2                     | 125cc                       |
| 2010 | Jorge Lorenzo (Yamaha)     | Toni Elías (Moriwaki)     | Marc Márquez (Derbi)        |
| 2011 | Casey Stoner (Honda)       | Stefan Bradl (Kalex)      | Nico Terol (Aprilia)        |
|      | MotoGP                     | Moto2                     | Moto3                       |
| 2012 | Jorge Lorenzo (Yamaha)     | Marc Márquez (Suter)      | Sandro Cortese (KTM)        |
| 2013 | Marc Márquez (Honda)       | Pol Espargaró (Kalex)     | Maverick Viñales (KTM)      |
| 2014 | Marc Márquez (Honda)       | Tito Rabat (Kalex)        | Àlex Márquez (Honda)        |
| 2015 | Jorge Lorenzo (Yamaha)     | Johann Zarco (Kalex)      | Danny Kent (Honda)          |
| 2016 | Marc Márquez (Honda)       | Johann Zarco (Kalex)      | Brad Binder (KTM)           |
| 2017 | Marc Márquez (Honda)       | Franco Morbidelli (Kalex) | Joan Mir (Honda)            |
| 2018 | Marc Márquez (Honda)       | Francesco Bagnaia (Kalex) | Jorge Martín (Honda)        |
| 2019 | Marc Márquez (Honda)       | Àlex Márquez (Kalex)      | Lorenzo Dalla Porta (Honda) |
| 2020 | Joan Mir (Suzuki)          | Enea Bastianini (Kalex)   | Albert Arenas (KTM)         |
| 2021 | Fabio Quartararo (Yamaha)  | Remy Gardner (Kalex)      | Pedro Acosta (KTM)          |
| 2022 | Francesco Bagnaia (Ducati) | Augusto Fernández (Kalex) | Izan Guevara (Gas Gas)      |
| 2023 | Francesco Bagnaia (Ducati) | Pedro Acosta (Kalex)      | Jaume Masià (Honda)         |
| 2024 | Jorge Martín (Ducati)      | Ai Ogura (Boscoscuro)     | David Alonso (CFMoto)       |

## Estadístiques

### Títols per nacionalitat
(No s'hi inclouen els campionats de sidecars ni la copa del món de MotoE)
A 17 de novembre de 2024
| Nacionalitat    | MotoGP/500cc | 350cc | Moto2/250cc | Moto3/125cc | 80cc/50cc | Total |
| --------------- | ------------ | ----- | ----------- | ----------- | --------- | ----- |
| Itàlia          | 22           | 8     | 25          | 24          | 2         | 81    |
| Regne Unit      | 17           | 13    | 9           | 5           | 1         | 45    |
| Països Catalans | 11           |       | 12          | 12          | 6         | 41    |
| Catalunya       | 7            |       | 9           | 7           |           | 23    |
| Espanya         | 1            |       | 1           | 11          | 6         | 19    |
| Alemanya        |              | 2     | 8           | 4           | 4         | 18    |
| Estats Units    | 15           |       | 2           |             |           | 17    |
| Austràlia       | 8            | 1     | 2           | 1           |           | 12    |
| Illes Balears   | 4            |       | 3           | 2           |           | 9     |
| Japó            |              | 1     | 4           | 4           |           | 9     |
| País Valencià   |              |       |             | 3           | 6         | 9     |
| Rhodèsia        | 1            | 5     | 2           |             |           | 8     |
| França          | 1            |       | 5           | 2           |           | 8     |
| Suïssa          |              |       |             | 4           | 4         | 8     |
| Sud-àfrica      |              | 3     | 2           | 1           |           | 6     |
| Nova Zelanda    |              |       |             | 2           | 2         | 4     |
| Veneçuela       |              | 1     | 2           |             |           | 3     |
| Països Baixos   |              |       |             |             | 3         | 3     |
| San Marino      |              |       | 1           | 1           |           | 2     |
| Suècia          |              |       |             | 2           |           | 2     |
| Finlàndia       |              |       | 1           |             |           | 1     |
| Àustria         |              |       |             | 1           |           | 1     |
| Hongria         |              |       |             | 1           |           | 1     |
| Colòmbia        |              |       |             | 1           |           | 1     |
| Totals          | 76           | 34    | 76          | 76          | 28        | 290   |

Notes
1. ↑  El total de títols imputats als Països Catalans correspon a la suma dels aconseguits per pilots de Catalunya (23), País Valencià (9) i Illes Balears (9).
2. ↑  No s'hi compten els aconseguits per pilots dels Països Catalans.